# Bungu (Mayong)
Bungu is een bestuurslaag in het regentschap Japara van de provincie Midden-Java, Indonesië. Bungu telt 2502 inwoners (volkstelling 2010).